# Talin (Hovhaness)
Talin is de naam van het altvioolconcert van Alan Hovhaness. De titel gaat terug op de Kathedraal in of nabij Talin, Armenië, gebouwd in de 7e eeuw. Het pand is al eeuwenlang een ruïne.
Hovhaness zat in die jaren in zijn zogenaamde "Armeense periode". De muziek van dit korte concerto voor altviool en strijkorkest voert dan ook terug naar Armenië en de gezangen en liturgieën in de Armeense kerk. De altviolist treedt in dit werk op als echte solist en dat is niet altijd het geval bij Hovhaness. Het werk kent voorts de driedelige opzet van het klassieke concert, nu eens niet uitgedrukt in Armeense of semi-Armeense teksten maar in "normale" muziektaal:
1. Chant (liturgisch gezang)
2. Estampie (een wat meer seculier middeleeuwse dans)
3. Canzona (terug naar religieuze muziek)

## Discografie
- Uitgave Ogreogress Records; Staatsphilharmonie Bratislava o.l.v. Rastislav Stur met soliste Christina Fong altviool

## Bron
- de compact disc dan wel muziekdvd
- Hovhaness.com

## Bijzonderheden
- er is ook een versie met klarinet als solo-instrument;
- Hovhaness was niet secuur met zijn opusnummers; hetzelfde opusnummer is toebedeeld aan de cantate I Will Lift up Mine Eyes.